# میتلشنباخ
میتلشنباخ (به آلمانی: Mitteleschenbach) یک شهر در آلمان است که در آنسباخ واقع شده‌است.